# Клајн Везенберг
Клајн Везенберг (њем. Klein Wesenberg) општина је у њемачкој савезној држави Шлезвиг-Холштајн. Једно је од 55 општинских средишта округа Штормарн. Према процјени из 2010. у општини је живјело 781 становника. Посједује регионалну шифру (AGS) 1062039.

## Географски и демографски подаци
Клајн Везенберг се налази у савезној држави Шлезвиг-Холштајн у округу Штормарн. Општина се налази на надморској висини од 14 метара. Површина општине износи 8,7 km². У самом мјесту је, према процјени из 2010. године, живјело 781 становника. Просјечна густина становништва износи 89 становника/km².